# Euphorbia heptapotamica
Euphorbia heptapotamica är en törelväxtart som beskrevs av Vitaliǐ Petrovich Goloskokov. Euphorbia heptapotamica ingår i släktet törlar, och familjen törelväxter.
Artens utbredningsområde är Kazakstan. Inga underarter finns listade i Catalogue of Life.